# Олобок
Олобок (пол. Ołobok — річка в Польщі, у Свебодзінському й Зельноґурському повітах Любуського воєводства. Права притока Одри (басейн Балтійського моря).

## Опис
Довжина річки 29,53 км, висота витоку над рівнем моря — 78 м, найкоротша відстань між витоком і гирлом — 18,13 км, коефіцієнт звивистості річки — 1,63.

## Розташування
Витікає з озера Нєслиш (ґміна Свебодзін). Тече переважно на південний захід і біля села Брудки (ґміна Червенськ) впадає у річку Одру.
Населені пункти вздовж берегової смуги: Олобок, Нєткув, Чомбри, Пжеточниця.
Притоки: Боров'янка, Сломка (ліві).

## Цікавий факт
- На лівому березі річки у присілку Пжеточницький млин реконструйований старовинний млин.[1]